# Celastrus kusanoi
Celastrus kusanoi är en benvedsväxtart som beskrevs av Bunzo Hayata. Celastrus kusanoi ingår i släktet Celastrus och familjen Celastraceae. Inga underarter finns listade.